# جاده مالهالند
جادهٔ مالهالند جاده‌ای در شرق کوه‌های سنتا مونیکا در جنوب کالیفرنیا است. این جاده به افتخار مهندس لس آنجلسی، ویلیام مالهالند، به این نام نامگذاری شد. در فیلم‌ها، ترانه‌ها و رمان‌های بسیاری از این جاده یاد شده‌است که معروف‌ترین آن‌ها فیلمِ دیوید لینچ به‌نام جادهٔ مالهالند است. وی گفته‌بود در این جاده می‌توان «تاریخِ هالیوود» را احساس کرد.